# 谷澤健一
谷澤健一（1947年9月22日—）為日本的棒球選手，出生於千葉縣東葛飾郡柏町。他曾效力於日本職棒中日龍等隊伍，於1987年退休，生涯通算273支全壘打。